# 養老町立池辺小学校
養老町立池辺小学校（ようろうちょうりつ いけべしょうがっこう）は、岐阜県養老郡養老町大巻にある公立小学校。

## 沿革

### 璞玉義校
- 1873年（明治6年）6月 - 璞玉義校創立する[1]
- 1874年（明治7年） - 智通院北に校舎を新築する[1]
- 1876年（明治9年）11月 - 伊勢暴徒のため放火される[1]
- 1877年（明治10年）2月 - 仮校舎を建築する[1]
- 1886年（明治19年） - 小学校令発布により大巻尋常小学校と改称する[1]
- 1891年（明治24年）10月 - 大震災により校舎倒潰する[1]
- 1892年（明治25年） - 校舎を改築する[1]
- 1896年（明治29年） - 大水害により校舎流失する[1]

### 育雛義校
- 1873年（明治6年）9月 - 育雛義校創立する[1]
- 1874年（明治7年） - 新校舎を建築する[1]
- 1886年（明治19年） - 大巻尋常小学校分校となる[1]
- 1889年（明治22年） - 町村制により根古地尋常小学校と改称する[1]
- 1891年（明治24年）10月 - 大震災により校舎倒潰する[1]
- 1892年（明治25年） - 校舎を改築する[1]
- 1896年（明治29年） - 大水害により流失する[1]

### 池辺小学校
- 1897年（明治30年）10月 - 郡制により大巻尋常小学校と根古地尋常小学校が合併し、池辺尋常小学校に改称。駒野新田に分教場をおく。[1]
- 1898年（明治31年）6月 - 根古地新田字枠池に校舎を新築する[1]
- 1908年（明治41年） - 駒野新田分教場を新築し、運動場を拡張する[1]
- 1916年（大正5年）4月 - 高等科を設置[1]
- 1947年（昭和22年）4月 - 学制改革により池辺村立池辺小学校として設立[1]
- 1954年（昭和29年）
  - 3月 - 駒野新田分校を廃止。
  - 11月 - 町村合併により養老町立池辺小学校に改称[1]
- 1971年（昭和46年）10月 - 校歌を制定する[1]
- 1978年（昭和53年）4月 - 特殊学級を開設[1]
- 1983年  (昭和58年) 校舎を現在の場所へ移転[1]

## 通学区域
- 養老町
  - 大巻、瑞穂、根古地、大場、釜段[2]

## 校区内の主な施設
- 養老町役場 池辺自治会館
- 池辺幼稚園
- 池辺保育園